# Phaedrotoma fictus
Phaedrotoma fictus är en stekelart som först beskrevs av Fischer 1969.  Phaedrotoma fictus ingår i släktet Phaedrotoma och familjen bracksteklar. Inga underarter finns listade i Catalogue of Life.